# Coptodon kottae
Coptodon kottae är en fiskart som beskrevs av Lönnberg, 1904. Coptodon kottae ingår i släktet Coptodon och familjen Cichlidae. IUCN kategoriserar arten globalt som starkt hotad. Inga underarter finns listade i Catalogue of Life.